# St. Ludgerus (Essen)

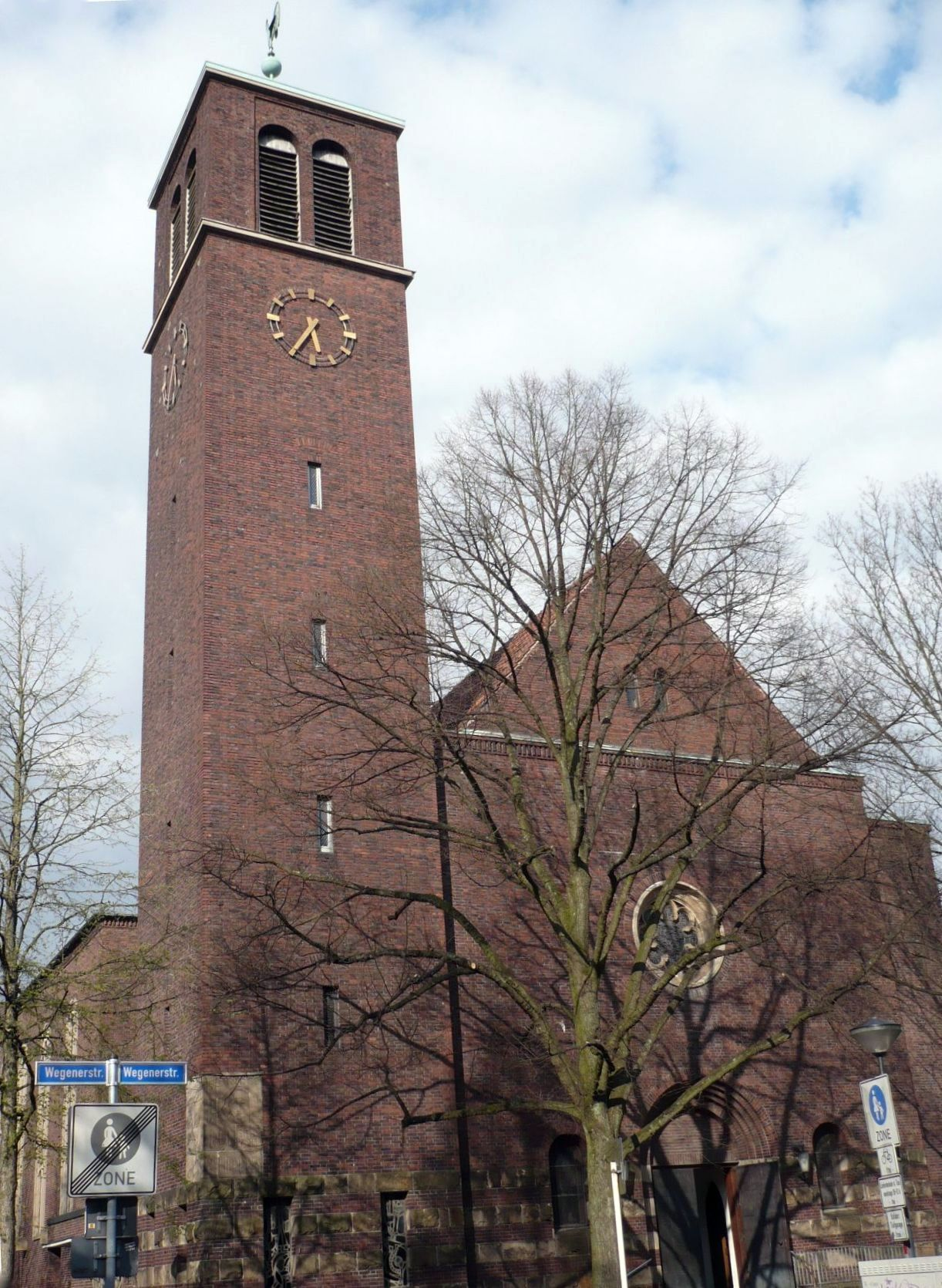
Kirche St. Ludgerus

Die Gemeindekirche St. Ludgerus steht im Essener Stadtteil Rüttenscheid und gehört zur katholischen Pfarrgemeinde St. Lambertus. Die erste neoromanische Kirchbau aus dem Jahre 1890 wurde im Zweiten Weltkrieg zerstört.

## Geschichte

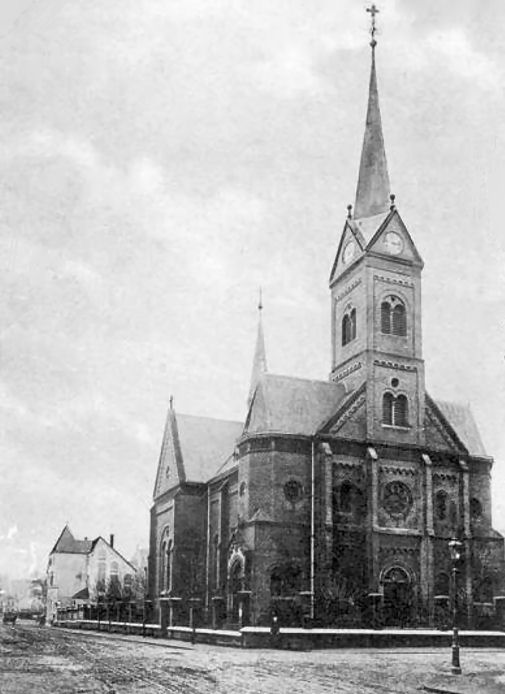
Alte Kirche um 1910

### Erster Kirchbau
Ein erstes Gotteshaus an dieser Stelle, dem Eckgrundstück Wegenerstraße / Wehmenkamp, wurde in den Jahren 1889 bis 1890 erbaut. Dieser neoromanische Kirchbau wurde am 13. Juli 1890 eingeweiht, worauf am 16. September 1894 die Gründung der selbständigen Pfarrei stattfand. Einen Monat später, am 18. Oktober 1894 fand die Konsekration durch Weihbischof Hermann Joseph Schmitz statt.
Im Ersten Weltkrieg gab es auch in der St.-Ludgerus-Gemeinde einige Gefallene, für die noch heute ein Denkmal an der Kirche steht.

### Erweiterung der Kirche
In den Jahren 1932 bis 1933 fanden umfangreiche Erweiterungen der Kirche nach den Plänen des Essener Architekten Johann Kunz statt. Da das bisherige Kirchengebäude zu klein wurde, hat man den gesamten vorderen, breiteren  Teil des Kirchenraumes im Stil der Neuen Sachlichkeit angebaut, wobei man die Größe des Kirchenraumes mehr als verdoppelte, der nun rund 2000 Menschen Platz bot. Gottesdienste fanden während des Umbaus in der Halle 6 der Messe Essen statt.
Nach Fertigstellung der Innenausbauten wurde die Kirche am 2. März 1933 benediziert. Danach folgte der zweite Bauabschnitt, der eine moderne Umgestaltung des Äußeren vorsah. Später fand die Konsekration durch Weihbischof Joseph Hammels statt.

### Nach dem Zweiten Weltkrieg
Durch Bombenangriffe wurde die Kirche St. Ludgerus am 26. September 1944 weitgehend zerstört.
Nach dem Kriege wurde am 5. Oktober 1945 Karl Johannes Heyer, später Gründer der Essener Pax-Christi-Kirche (siehe Liste Essener Sakralbauten), zum Kaplan von St. Ludgerus ernannt. Diese Stelle behielt er bis 1949. Der Wiederaufbau war erst 1950 vollendet.

## Heutige Kirche
1957 kam das große Fresko in die Apsis, das den thronenden Christus in der Offenbarung des letzten Buches der Bibel, des Johannes, zeigt. Im gleichen Jahr schuf H. Brouwer die Fenster der linken Seitenkapelle sowie die Fenster des Hauptportals, die die Stadtpatrone Cosmas und Damian und den Hl. Ludgerus zeigen. Aus den Jahren 1957 und 1958 stammen der Altar mit dem Altarkreuz und das Tabernakel, die der Kölner Bildhauer Toni Zenz erschuf. 1960 entwarf Vincenz Pieper die Fenster im Hauptschiff. Mitte der 1960er Jahre kamen die Statuen des Künstlers Heinzen, links und rechts an den Wänden im Hauptschiff, hinzu, die den Hl. Ludgerus als Missionar und Josef von Nazaret darstellen.

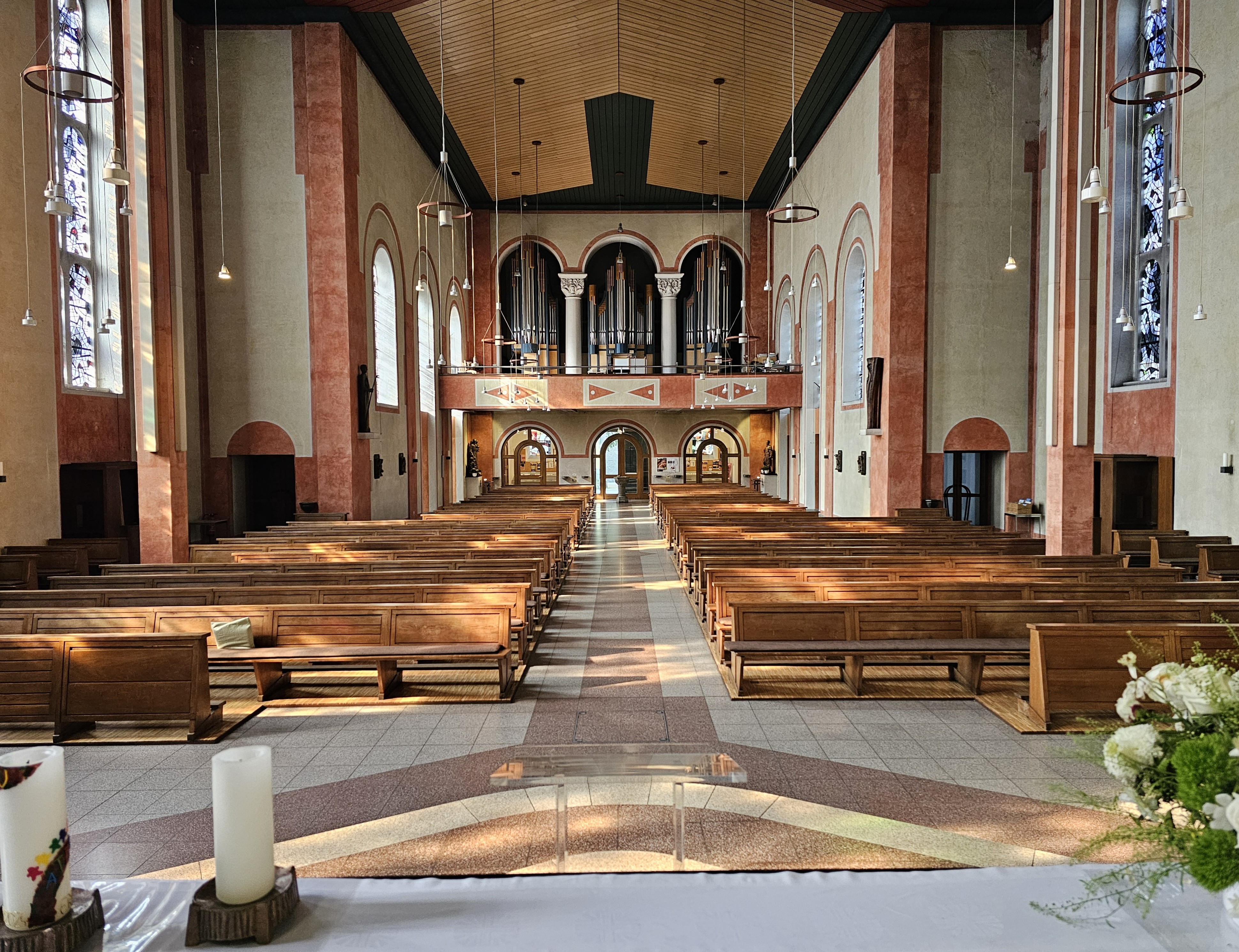
Innenraum, Blick zur Orgel

In den Jahren 1987 und 1988 fand eine grundlegende Renovierung der Kirche statt, wobei sie im Innern ihre heutige farbliche Gestaltung erhielt. 1993 wurde der Osterleuchter als weiteres Werk von Toni Zens ergänzt.
Zum Ludgerus-Jahr 2009 wurde das alte Taufbecken aus der alten Kirche mittig im Hauptportal wieder aufgestellt, nachdem es 1922 der Pfarrei Heilige Familie auf der Margarethenhöhe geschenkt worden war; später wurde es in der Kirche St. Martin in Rüttenscheid aufgestellt, nach deren Niederlegung 2006 kam das Taufbecken wieder zu St. Ludgerus zurück.
Bischof Ludgerus ist mit einem Abbild der ursprünglichen St.-Ludgerus-Kirche auf einem Tympanon rechts in der Einfahrt zur Tiefgarage dargestellt.

## Orgel
Aus dem Jahr 2000 stammt die Orgel der Schweizer Orgelbaufirma Mathis. Das Instrument hat 39 Register auf drei Manualen und Pedal. Die Spiel- und Registertrakturen sind mechanisch.
| I Hauptwerk C–a3 |       |
| Principal        | 8′    |
| Hohlflöte        | 8′    |
| Gambe            | 8′    |
| Octave           | 4′    |
| Rohrflöte        | 4′    |
| Doublette        | 2′    |
| Mixtur III-IV    | 1 ⁄3′ |
| Cornet V         | 8′    |
| Fagott           | 16′   |
| Trompete         | 8′    |

| II Positiv C–a3 |        |
| Geigenprincipal | 8′     |
| Gedackt         | 8′     |
| Spitzflöte      | 4′     |
| Nasard          | 2 ⁄3′  |
| Octave          | 2′     |
| Waldflöte       | 2′     |
| Terz            | 1 3⁄5′ |
| Larigot         | 1 ⁄3′  |
| Scharff III-IV  | 1′     |
| Cromorne        | 8′     |
| Tremulant       |        |

| III Schwellwerk C–a3 |       |
| Bourdon              | 16′   |
| Rohrgedackt          | 8′    |
| Salicional           | 8′    |
| Vox coelestis        | 8′    |
| Fugara               | 4′    |
| Traversflöte         | 4′    |
| Quinte               | 2 ⁄3′ |
| Octavin              | 2′    |
| Plein jeu IV-V       | 2′    |
| Trompette harm.      | 8′    |
| Basson-Hautbois      | 8′    |
| Clairon harm.        | 4′    |
| Tremulant            |       |

| Pedal C–f1    |     |
| Untersatz     | 32′ |
| Principalbass | 16′ |
| Subbass       | 16′ |
| Octavbass     | 8′  |
| Gedecktbass   | 8′  |
| Bombarde      | 16′ |
| Zinke         | 8′  |

- Koppeln: II/I, III/l, III 16'/I, III/II, I/P, II/P, III/P, III 4'/P

## Glocken
Im Jahr 1911 goss die Glockengießerei Otto sowohl für die neu errichtete St.-Andreas-Kirche wie auch für St. Ludgerus in Rüttenscheid Bronzeglocken. St. Ludgerus erhielt vier Glocken, die jedoch alle im Ersten Weltkrieg als Metallspende des deutschen Volkes eingeschmolzen wurden.
In den Jahren 1933 und 1937 lieferte die Glockengießerei Otto für St. Ludgerus fünf Bronzeglocken, von denen nur die kleinste, die c″-Glocke, die Glockenbeschlagnahme des Zweiten Weltkriegs überstand. Die ersten vier Glocken wurden am 9. März 1933 auf dem Kirchenvorplatz geweiht. Sie hatten jeweils ein Gewicht von 1400, 800, 600 und 400 Kilogramm. Geweiht wurden sie in der Reihenfolge der Größe dem Hl. Josef, der Mutter Gottes, dem Hl. Ludgerus und dem Hl. Hermann Josef.
Nach dem Zweiten Weltkrieg goss Otto drei neue Bronzeglocken, sodass heute eine vierstimmiges Otto-Geläut im Turm von St. Ludgerus erklingt und zwar mit den Tönen: f′ – as′ – b′ – c″.